# Mieczysław Gorzeński
Mieczysław Gorzeński (ur. 14 września 1908 w Przemyślu, zm. 27 lutego 1942 w Aabenraa) – kapitan pilot Wojska Polskiego, kawaler Orderu Virtuti Militari.

## Życiorys
Syn Juliana i Genowefy z domu Wojnar, miał trójkę rodzeństwa. Uczęszczał w Przemyślu do czteroklasowej Męskiej Szkoły Ludowej im. Tadeusza Czackiego oraz do II Państwowego Gimnazjum im. prof. Karola Morawskiego, gdzie w 1928 r. zdał maturę.
15 października 1928 rozpoczął naukę w Szkole Podchorążych Piechoty w Ostrowi Mazowieckiej. 15 sierpnia 1931 Prezydent RP Ignacy Mościcki mianował go podporucznikiem ze starszeństwem z dniem 15 sierpnia 1931 roku i 301. lokatą w korpusie oficerów piechoty, a Minister Spraw Wojskowych wcielił do 74 pułku piechoty w Lublińcu. Po dwóch latach służby złożył wniosek o zmianę rodzaju broni i 1 grudnia 1933 otrzymał skierowanie na kurs w Centrum Wyszkolenia Oficerów Lotnictwa w Dęblinie. 22 lutego 1934 został awansowany na porucznika ze starszeństwem z dniem 1 stycznia 1934 i 352. lokatą w korpusie oficerów piechoty. W tym samym roku, po ukończeniu kursu, został przeniesiony do 5 pułku lotniczego w Lidzie i przydzielony do 51 eskadry liniowej. W czerwcu 1935 pozostawał jeszcze w korpusie oficerów piechoty. W 1937 został przesunięty do 56 eskadry towarzyszącej na stanowisko obserwatora. W marcu 1939, w tym samym stopniu i starszeństwie, zajmował 21. lokatę w korpusie oficerów lotnictwa, grupa liniowa. 12 lipca 1939 został dowódcą I plutonu 59 eskadry towarzyszącej.
Kampanię wrześniową rozpoczął z lotniska w Mrowli pod Rzeszowem wykonują loty rozpoznawcze i łącznikowe na rzecz Armii „Karpaty”. W trakcie walk wykonał łącznie, na samolotach RWD-14 Czapla i RWD-17, pięć lotów na rozpoznanie i dwa łącznikowe. 18 września otrzymał rozkaz ewakuacji do Rumunii i odleciał na RWD-14 do Czerniowiec.
Trafił do obozu internowania w Buzău, Focșani oraz Drăgășani. 8 października 1939 r. uciekł i przez Bukareszt, Belgrad i Split przedostał się do Francji. Wylądował 22 października w Marsylii, trafił do obozu zbornego w Salon-de-Provence. Po ataku III Rzeszy na Francję został ewakuowany do Wielkiej Brytanii, gdzie otrzymał numer służbowy RAF P-0070 i został skierowany 25 sierpnia 1940 r. na szkolenie lotnicze i naukę języka do Blackpool.
Następnie został skierowany do 12 Operational Training Unit w Benson, gdzie odbył przeszkolenie w pilotażu samolotów wielosilnikowych. Po jego ukończeniu, w grudniu 1940 r., został przydzielony do 305 dywizjonu bombowego „Ziemi Wielkopolskiej”, gdzie rozpoczął loty na bombowcach Vickers Wellington.
8 lutego 1941 został skierowany na kurs w szkole nawigacji 6 Air Observer Navigation School w Staverton. Do macierzystej jednostki powrócił 11 kwietnia tego roku. Dywizjon w tym czasie borykał się z problemami kadrowymi, zwłaszcza brakowało strzelców i ich stanowiska obsadzano oficerami. Na tym stanowisku Mieczysław Gorzeński uczestniczył w 16. lotach bojowych na bombardowanie i minowane na Vlaardingen, Boulogne, Duisburg, Kolonię, Cherbourg, Hamburg, Bremę, Wilhelmshaven, Mannheim, Düsseldorf, Frankfurt nad Menem, Essen, Osnabrück, Bielefeld, Norymbergę oraz Brest. 1 września 1941 został mianowany na stopień kapitana.
Nocą z 26 na 27 lutego 1942 wystartował samolotem Wellingtona Mk II SM-R (nr W5423) na bombardowanie Kilonii z załogą: por. Jan Orzechowski (pierwszy pilot), ppor. pil. Stanisław Żeromski (drugi pilot), kpt. obs. Aleksander Golczewski (nawigator), ppor. Walerian Gidaszewski (radiotelegrafista) oraz kpr. Edward Cegłowski (strzelec). Nad celem samolot został uszkodzony ogniem artylerii przeciwlotniczej i lądował przymusowo. Eksplodował przy przyziemieniu, cała załoga zginęła. Zostali pochowani w zbiorowym grobie, po zakończeniu działań wojennych ekshumowani i przeniesieni w do kwatery grobów wojennych Wspólnoty Brytyjskiej na cmentarzu komunalnym w Aabenraa.

## Ordery i odznaczenia
Za zasługi bojowe w lotnictwie otrzymał odznaczenia:
- Krzyż Srebrny Virtuti Militari (nr 9350),
- Krzyż Walecznych – czterokrotnie,
- Medal Lotniczy – dwukrotnie,
- Polowa Odznaka Obserwatora (nr 423).